# Flitterwochen mit Hindernissen
Flitterwochen mit Hindernissen ist eine US-amerikanische Filmkomödie aus dem Jahr 1949 von Norman Foster mit Rosalind Russell und Robert Cummings in den Hauptrollen. Der Film wurde von Columbia Pictures produziert.

## Handlung
Die Anwältin Marsha Meredith, die sich als Bundesrichterin beworben hat, wird vor einem Komitee des Senats zu ihrer Scheidung von dem Anwalt Peter Webb befragt. Marsha sagt aus, dass sie so eine bessere Richterin sein werde. Als Peter erfährt, dass sich Marsha in Palm Springs aufhält, reist er ebenfalls dorthin, vorgeblich um das Showgirl Ginger Simmons zu einer Aussage zu bewegen, die den Gangster George Ellerby belastet. Peters vorherige Versuche, Ginger zu sprechen, waren der Scheidungsgrund. Als Marsha Peter in ihrem Hotel sieht, verabredet sie sich mit Alexander Darvac, einem Mitarbeiter eines Casinos. Alexander nimmt nach dem Dinner Marsha mit ins Casino, gefolgt von Peter. Die Polizei unternimmt eine Razzia. Peter kann mit Marsha durch einen alten Tunnel flüchten. Sie kommen am Ufer heraus und besteigen ein Boot. Sie erreichen einen Leuchtturm und wollen dort abwarten, bis sich die Lage beruhigt hat. Peter überzeugt Marsha, wieder zu ihm zurückzukommen. Tatsächlich willigt sie ein und heiratet ihn erneut.
Marshas Großvater, Richter Meredith, befürchtet, dass die erneute Heirat Marshas Chance auf den Posten einer Bundesrichterin zunichtemacht. Darum schlägt er vor, dass das Paar ihre Ehe vorerst geheim hält. Im Hotel erfährt Peter von Ginger, dass Ellerby seine Kautionsauflagen gebrochen hat und sich in der Hotelbar aufhält. Peter begleitet Ginger zur Bar, wird dabei aber vom Richter gesehen. Ellerby ist betrunken, während Peter einen mit Schlafmittel versetzten Drink der für Ellerby gedacht war, trinkt. Der Richter nimmt sich des Bewusstlosen an, entkleidet ihn und setzt ihn in einen Zug.
Weil Peter nicht wieder auftaucht, wird Marsha wütend. Zur gleichen Zeit haben Reporter Gerüchte über Marshas Hochzeit aufgeschnappt. Marsha erklärt, einen Mann namens Roogle geheiratet zu haben, der leider in der Hochzeitsnacht verstorben sei. Um weiterer unerwünschter Publicity zu entgehen, reist Marsha mit ihrer Freundin Kitty Lawton nach Hause in die Adirondack Mountains. Peter konnte mittlerweile den Zug verlassen und Marsha folgen. Er teilt mit, dass Roogle lebt und bald auftauchen wird. Unerwartet erscheint Alexander, den Marsha für Roogle ausgibt.
Als Ginger ebenfalls ankommt, wird es chaotisch. Peter versteckt sie in seinem Zimmer. Kitty lässt das angebliche Ehepaar Alexander und Marsha in einem eigenen Zimmer übernachten. Marsha will erst ablehnen, doch als sie Ginger in Peters Zimmer sieht, verlässt sie mit Alexander das Hotel. Zu Hause angekommen, schickt sie Alexander zu einer Pension. Peter findet Marsha, doch die gibt vor, dass Alexander noch bei ihr ist. Mit Schlaftabletten setzt sie Peter außer Gefecht. Alexander kommt zurück, die Pension ist geschlossen. Nun will er bei Marsha übernachten. Marsha schlägt ihn k. o. und schließt sich im Schlafzimmer ein.
Marsha wird Bundesrichterin. Als sie erfährt, was ihr Großvater in Gang gesetzt hat, sagt sie ihm, sie sei nur seinetwegen Richterin geworden. Sie kehrt zu Peter zurück.

## Produktion

### Hintergrund
Gedreht wurde der Film vom 5. April bis zum 16. Mai 1949 in den San Bernardino Mountains.

### Stab
Carl Anderson oblag die künstlerische Leitung. William Kiernan war für das Szenenbild zuständig, Jean Louis für die Kostüme.

### Besetzung
In kleinen nicht im Abspann erwähnten Nebenrollen traten Louise Beavers, Brooks Benedict, Billy Bevan, Franklyn Farnum, Bess Flowers, Steven Geray, Thurston Hall, Harold Miller, Hank Patterson und Dooley Wilson auf.

## Synchronisation
Die deutschsprachige Synchronfassung wurde im Auftrag der Bavaria Synchron in München unter der Dialogregie von Horst Sommer, der auch das Dialogbuch schrieb, erstellt.
| Rolle            | Schauspieler       | Deutscher Synchronsprecher |
| ---------------- | ------------------ | -------------------------- |
| Marsha Meredith  | Rosalind Russell   | Uta Hallant                |
| Peter Webb       | Robert Cummings    | Eckart Dux                 |
| Alexander Darvac | Gig Young          | Wolfgang Hess              |
| Ginger Simmons   | Marie McDonald     | Andrea L’Arronge           |
| Richter Meredith | Harry Davenport    | Leo Bardischewski          |
| George Ellerby   | Douglass Dumbrille | Klaus Höhne                |
| Alonzo Roogle    | Clem Bevans        | Horst Sommer               |
| Ken Craig        | Grandon Rhodes     | Horst Naumann              |
| Winston          | Billy Bevan        | Bruno W. Pantel            |
| Senator Caswell  | Thurston Hall      | Manfred Schmidt            |
| Gancellos        | Jay Novello        | Norbert Gastell            |

Anmerkung: Die kursiv geschriebenen Namen sind Rollen und Darsteller, die nicht im Abspann erwähnt wurden.

## Veröffentlichung
Die Premiere des Films fand am 18. November 1949 statt. In der Bundesrepublik Deutschland kam er am 8. September 1950 in die Kinos.

## Kritiken
Der Filmkritiken-Aggregator Rotten Tomatoes hat in einer Auswertung ein Publikumsergebnis von 30 Prozent positiver Bewertungen ermittelt.
Das Lexikon des internationalen Films schrieb: „Belanglose Story, teils mit Charme, teils schwankhaft inszeniert und ansehnlich gespielt.“
Der Kritiker des TV Guide sah eine gut gearbeitete Farce voller Lacher.